# St. Katharina (Marciszów)

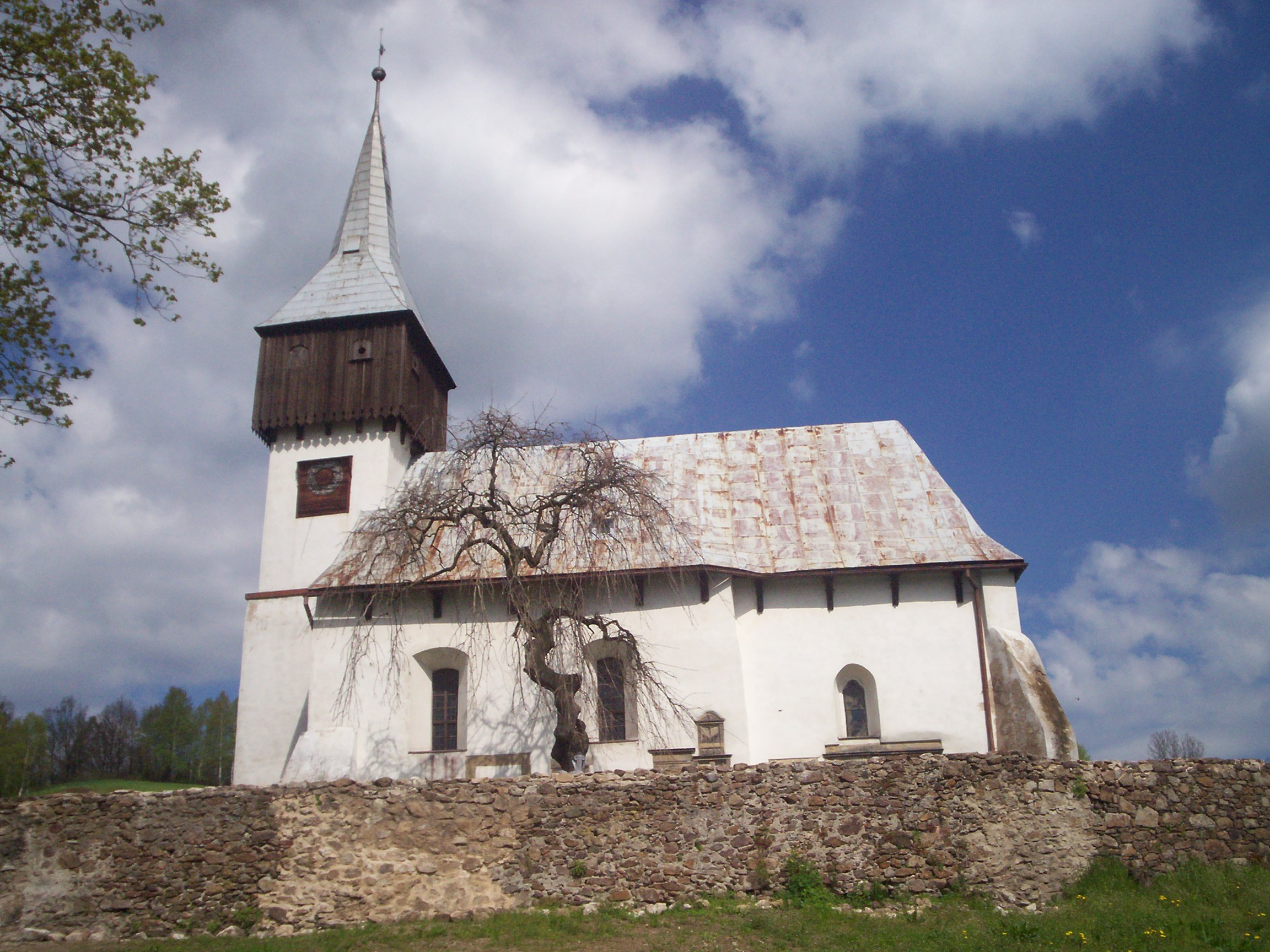
Kirche St. Katharina (2008)

St. Katharina (polnisch Kościół pw. św. Katarzyny) ist eine gotische Kirche in Marciszów (Merzdorf im Riesengebirge) in der Woiwodschaft Niederschlesien in Polen. Sie ist von der Mauer des ehemaligen Friedhofs umgeben und steht unter Denkmalschutz.

## Lage
Das Dorf Marciszów liegt am Bober nahe dem Bober-Katzbach-Gebirge. Die Kirche befindet sich im westlichen Teil des Dorfes. Benachbart ist die ehemalige evangelische Kirche, die nach 1945 von den Katholiken übernommen wurde.

## Geschichte
Eine Katharinenkirche wurde erstmals 1335 erwähnt. Die heutige Kirche wurde wahrscheinlich um 1378 errichtet. Das Portal zur Sakristei kann entsprechend datiert werden. Im 16. Jahrhundert und 1856 wurde sie umgebaut. Die Spitze des Turms stammt aus dem Jahr 1856.
Nach 1945 wurde die Kirche geschlossen. Die jetzt polnische, katholische Gemeinde des Orts übernahm nach der Vertreibung der deutschen Bevölkerung die größere evangelische Kirche.
Das Bauwerk wurde am 25. August 1959 unter der Nummer A/1482/592 in die nationale Denkmalliste der Woiwodschaft eingetragen. Renovierungen fanden 1959 und 1990 statt. – Die Kirche ist geschlossen.

## Beschreibung
Die Kirche ist einschiffig. Der Chorraum ist separat, rechteckig und mit einem Rippengewölbe versehen. Im Westen wurde ein quadratischer Turm angebaut. Die Glockenstube ist ein hölzerner Aufsatz, der von einer hohen Turmspitze gekrönt wird. Das Dach über dem Schiff und Chor zeigt die gleiche Dachfirsthöhe. Alle Dächer sind mit Blech bedeckt.
Zur Ausstattung der Kirche gehören ein teilweise erhaltener gotischer Altar, ein steinernes Sakramenthaus aus dem 16. Jahrhundert und eine barocke Kanzel aus der zweiten Hälfte des 18. Jahrhunderts. Kanzel und Chor sind polychrom bemalt, letzterer um 1850. In der Außenwand wurde später eine Reihe von Epitaphien der Familie von Zedlitz aus der zweiten Hälfte des 16. Jahrhunderts eingemauert.

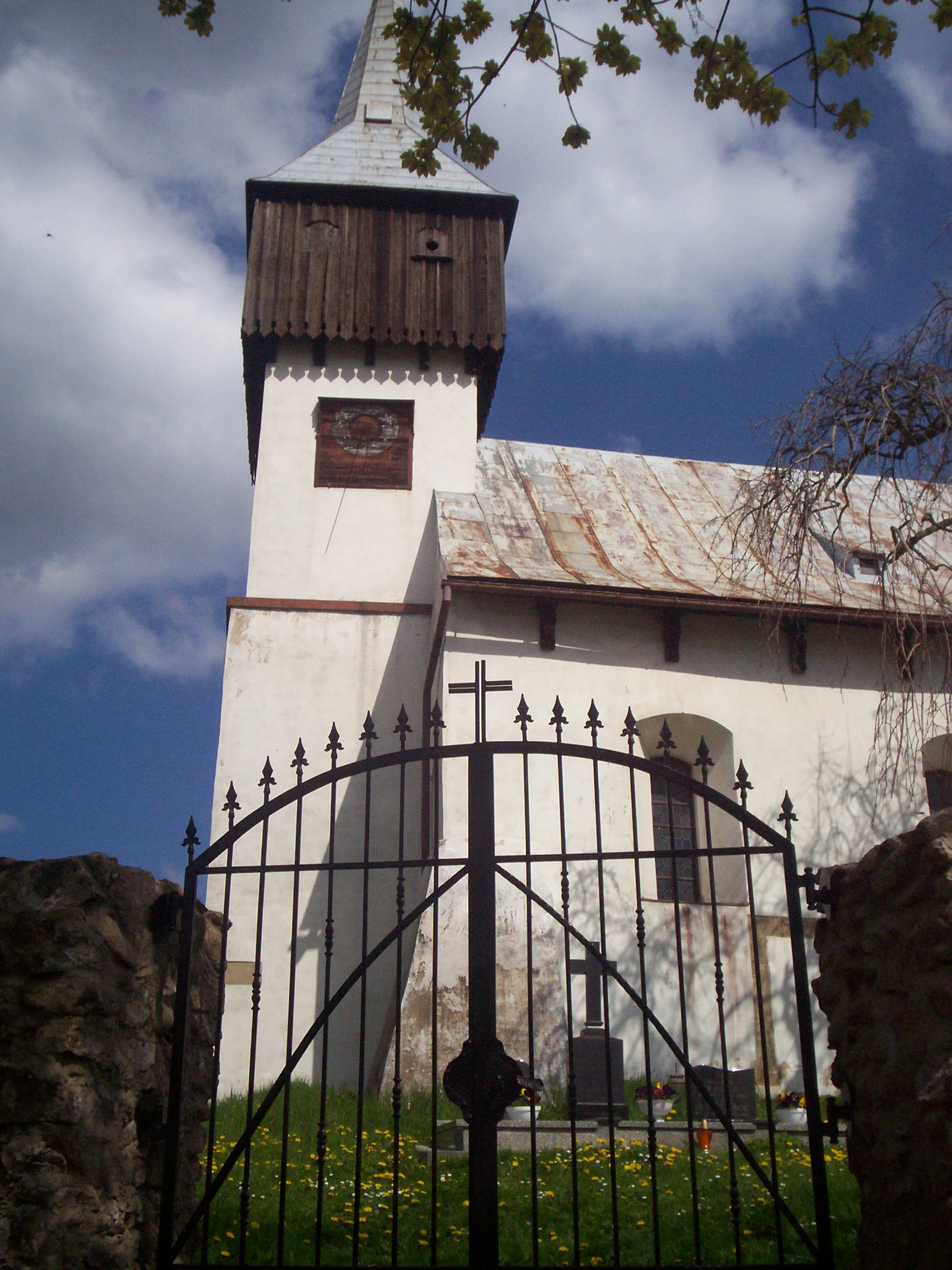
Eingangstor und Turm
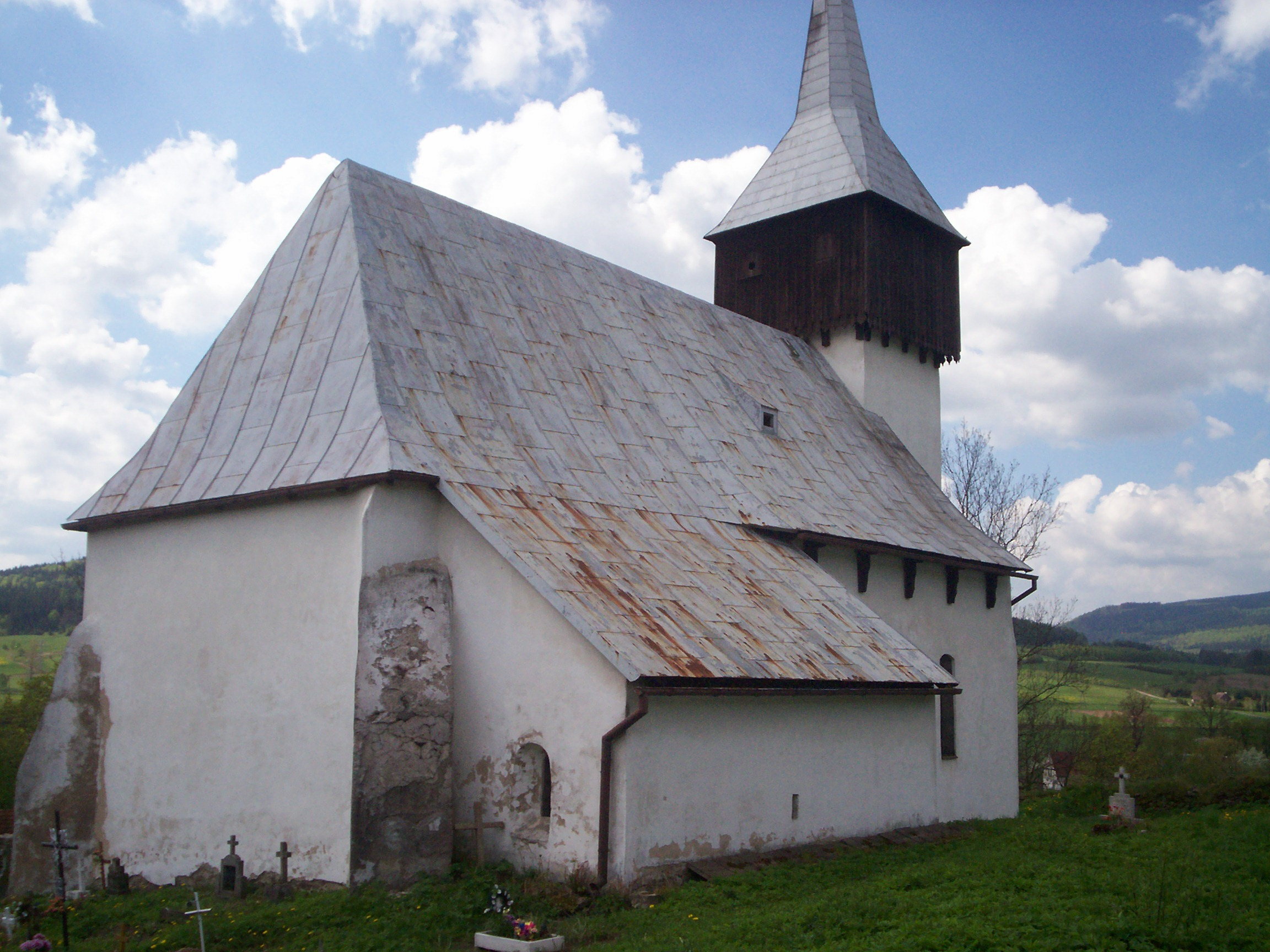
Nordseite mit Sakristei
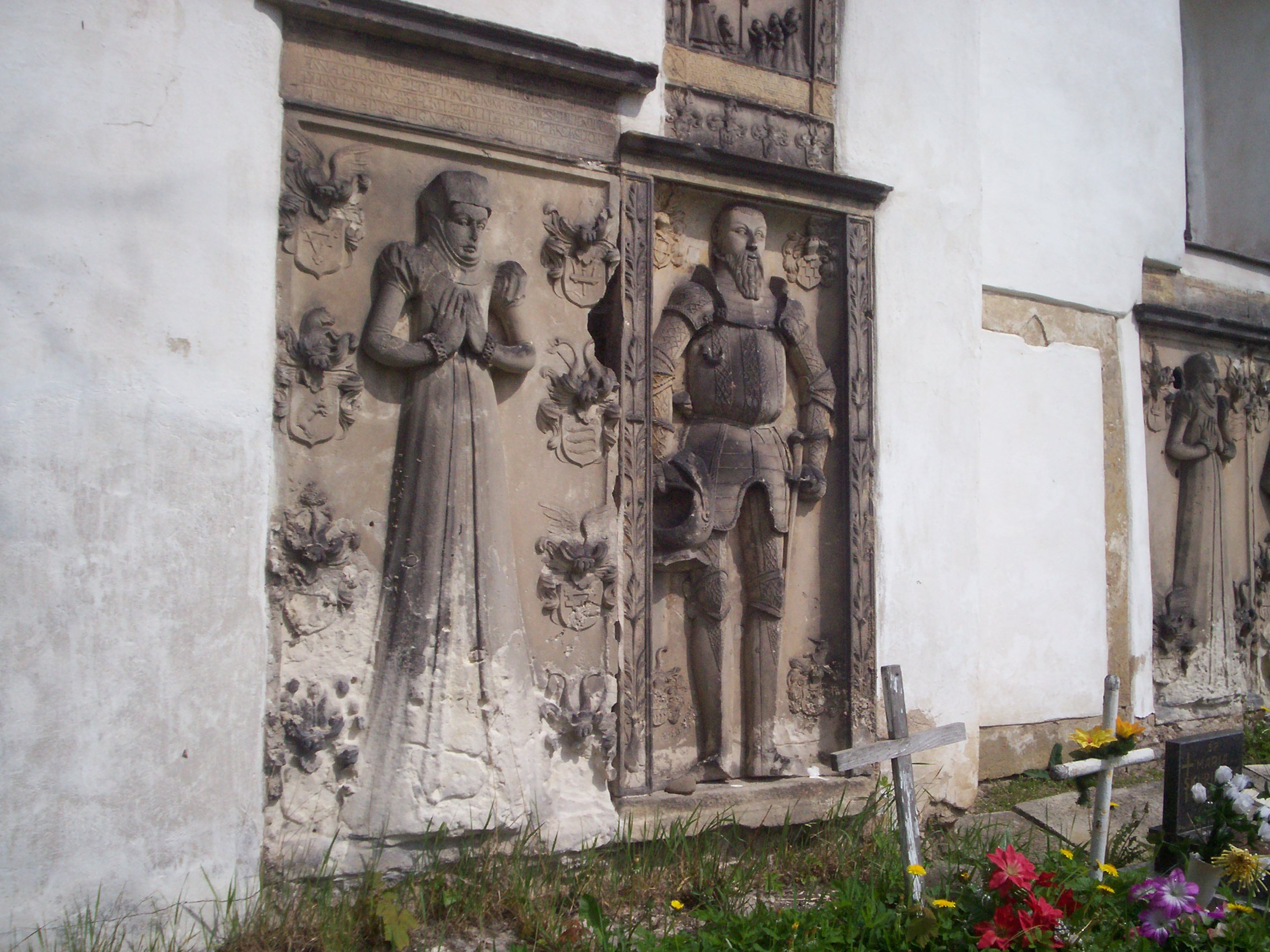
Epitaphien
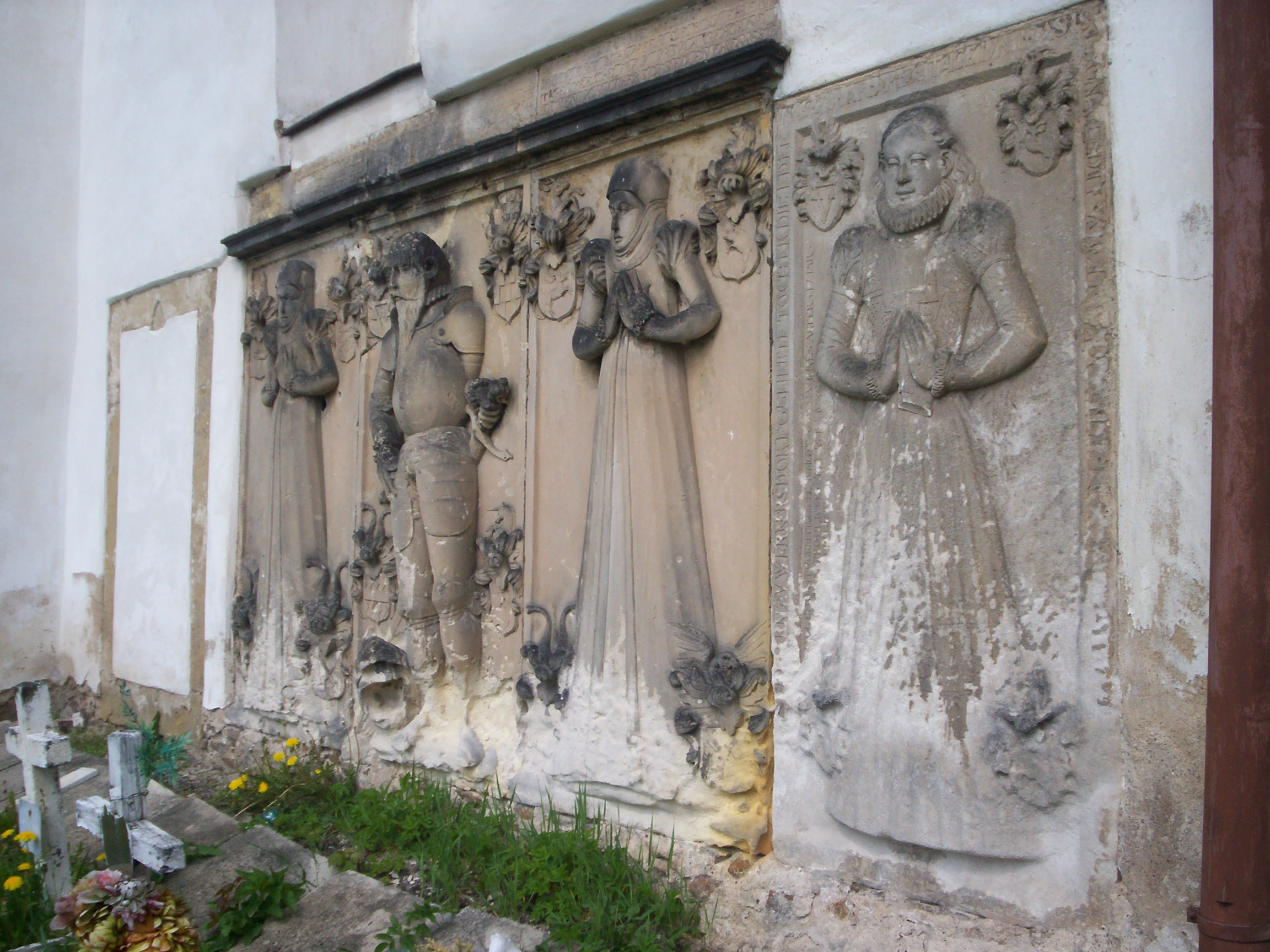
Epitaphien